# Acroporium convolutifolium
Acroporium convolutifolium är en bladmossart som beskrevs av Hugh Neville Dixon 1935. Acroporium convolutifolium ingår i släktet Acroporium och familjen Sematophyllaceae. Inga underarter finns listade i Catalogue of Life.